# コード9
スティーヴ・グッドマン（Steve Goodman、1973年 - ）は、コード9（Kode9）の名で知られるスコットランド出身のエレクトロニック・ミュージシャン、DJ、そして音楽レーベル、ハイパーダブの主宰である。彼は元コラボレーターのザ・スペースエイジとともに、ダブステップ黎明期を支えた。これまでにリリースしたフルアルバムは、Memories of the Future （2006）、Black Sun （2011）、Nothing （2015）の3枚。
ハイパーダブの主宰として、グッドマンはブリアル、DJラシャド、ゾンビーなどのアーティストを世に送り出した。彼はウォーリック大学で哲学の博士号を取得している。2009年には、MITプレスより書籍「Sonic Warfare: Sound, Affect, and the Ecology of Fear（音響兵器:音、影響、恐怖のエコロジー）」を刊行した。

## ディスコグラフィー

### スタジオアルバム
- Memories of the Future - ハイパーダブ、2006年（スペースエイプとの共作）
- Black Sun - ハイパーダブ, 2011年（スペースエイプとの共作）
- Nothing - ハイパーダブ 2015

### DJミックス
- DJ Kicks - ハイパーダブ、2010年
- Rinse:22 - Rinse、2013年
- Fabriclive 100 （ブリアルとの共作）- Fabric London、2018年